# 八魁一
鯨魚座6，又名BD-16 17，HD 693、SAO 147133、HR 33，是鯨魚座的一颗恒星，视星等为4.89，位于銀經82.24，銀緯-75.06，其B1900.0坐标为赤經0h 6m 10.5s，赤緯-16° -75.06′ 1″。